# Gustaf von Platen (militär)
Gustaf Anton von Platen, född 24 juli 1840 i Ängelholm, död 5 april 1933 i Malmö, var en svensk militär.
Gustaf von Platen var son till major Philip Julius von Platen och Augusta Lovisa von Platen. Han blev officer 1858, ryttmästare vid Skånska dragonregementet 1878 och skvadronchef 1879. von Platen var chef för Kavalleriets volontärsskola i Stockholm 1884–1885, blev överstelöjtnant vid Kronprinsens husarregemente 1889, överstelöjtnant vid Skånska husarregementet 1890 och var överste och chef för Kronprinsens husarregemente 1893–1902. Han blev riddare av Svärdsorden 1881, kommendör av andra klassen av samma orden 1896 och kommendör av första klassen 1901.